# De mortibus persecutorum
Sobre las muertes de los perseguidores (De mortibus persecutorum) es una obra de Lactancio escrita tras el triunfo de Constantino (entre el 318 y el 321).

## Descubrimiento y conservación
No se habla de ella en los escritos de los padres de la Iglesia. Jean-Baptiste Colbert sacó el manuscrito que estaba en un monasterio benedictino en Moissac para enriquecer su biblioteca. Así es solo en 1679 cuando Estéfano Baluzio lo da a conocer publicando una versión a partir de esos manuscritos del siglo XI. Se encontraba en mal estado y copiado con poco rigor.

## Contenido
El título de la obra indicaba: Lucii Caecilii incipit liber sin indicar el cognomen. Esto permitió que el opúsculo fuera adjudicado a diversos autores. Está dedicado al confesor Donato, es decir, el mismo de otra obra de Lactancio, De ira Dei, y comparte con ese texto su interpretación de la justicia divina.
Es un escrito de filosofía de la historia con la personal interpretación del autor: los emperadores que han perseguido a los cristianos han sido castigados por la justicia divina. Se centra particularmente al período de la tetrarquía con fuertes críticas a Diocleciano. 
En esta obra se encuentra el edicto de tolerancia proclamado por Galerio antes de morir, el primer documento oficial romano que permite la existencia de los cristianos como religión:

in his quoque indulgentiam nostram credidimus porrigendam. Ut denuo sint Christiani et conventicula sua componant, ita ut ne quid contra disciplinam agant.
también para con éstos hemos creído ofrecerles nuestro perdón para que de nuevo puedan existir los cristianos y rehacer sus asambleas, con tal que nada hagan contra el orden público
XXXIV